# Bulbophyllum injoloense
Bulbophyllum injoloense é uma espécie de orquídea (família Orchidaceae) pertencente ao gênero Bulbophyllum. Foi descrita por De Wild. em 1916.